# Kem Sokha

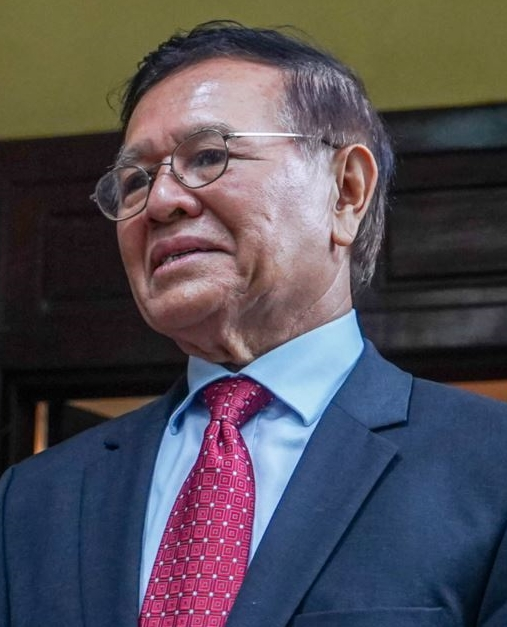
Kem Sokha (2019)

Kem Sokha (khm. កឹម សុខា; * 27. Juni 1953) ist ein kambodschanischer Politiker und Aktivist, zuletzt war er Präsident der 2017 verbotenen Nationalen Rettungspartei Kambodschas (CNRP). Er war von Dezember 2016 bis Januar 2017 Oppositionsführer in der Nationalversammlung und davor von August 2014 bis Oktober 2015 Erster Vizepräsident der Nationalversammlung. Er vertrat von 2008 bis 2017 den Wahlkreis Kampong Cham in der Nationalversammlung. Von 2007 bis 2012 war er Führer der Menschenrechtspartei, die er gegründet hatte.
Sokha steht unter Anklage wegen angeblichen Hochverrats. Im November 2017 wurde die CNRP vom Obersten Gericht Kambodschas wegen Aufwiegelung zu Demonstrationen aufgelöst, und 118 ihrer Mitglieder, darunter auch Sokha, wurde jede politische Tätigkeit für fünf Jahre untersagt.

## Ausbildung
Kem Sokha hat einen Master of Science in Biochemie der Universität für Chemie und Technologie in Prag und einen Abschluss in Rechtswissenschaften der Königlichen Universität für Recht und Wirtschaft in Phnom Penh.

## Politische Laufbahn

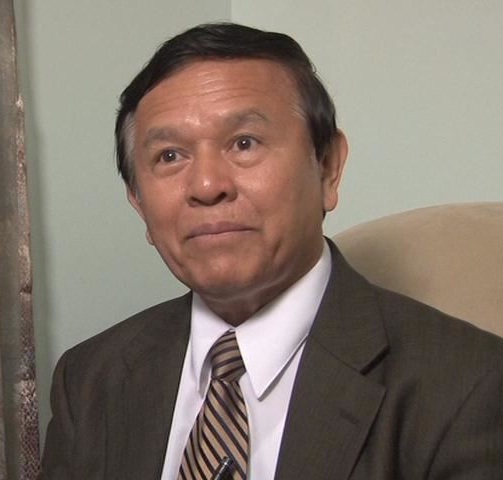
Kem Sokha im Jahr 2013

Sokhas politische Laufbahn begann anlässlich der nationalen Wahlen von 1993, als er zum Abgeordneten der Provinz Kandal gewählt wurde; zu dieser Zeit war er Mitglied der Buddhistischen Liberal-Demokratischen Partei von Son Sann. 1999 trat er der royalistischen FUNCINPEC bei und wurde für diese als Senator gewählt. 2001 trat er von diesem Amt zurück und gründete 2002 das Kambodschanische Zentrum für Menschenrechte. 2005 verließ er die Organisation wieder und gründete die Menschenrechtspartei, die in den nationalen Wahlen von 2008 drittstärkste Partei wurde.
Kem Sokha wurde bekannt durch seine wöchentlichen lokalen Rathaus-Meetings quer durch das Land. Er war der Erste, der ein freies und offenes Forum einführte, um zivile und politische Rechte sowie die soziale und wirtschaftliche Entwicklung zu diskutieren. Er ist bekannt für seine gewaltfreie, politisch tolerante Politik, basierend auf demokratischen und gemeinschaftlichen Prinzipien. Er wird oft zitiert von gewöhnlichen Kambodschanern. Seine Aussage „Do Min Do“ (wörtlich übersetzt „Wechsel oder kein Wechsel“) wurde zum Slogan der Nationalen Rettungspartei Kambodschas für die Wahlkampagne im Juli 2013 und bewirkte die Teilnahme einer ungeahnten Anzahl von jungen Leuten.

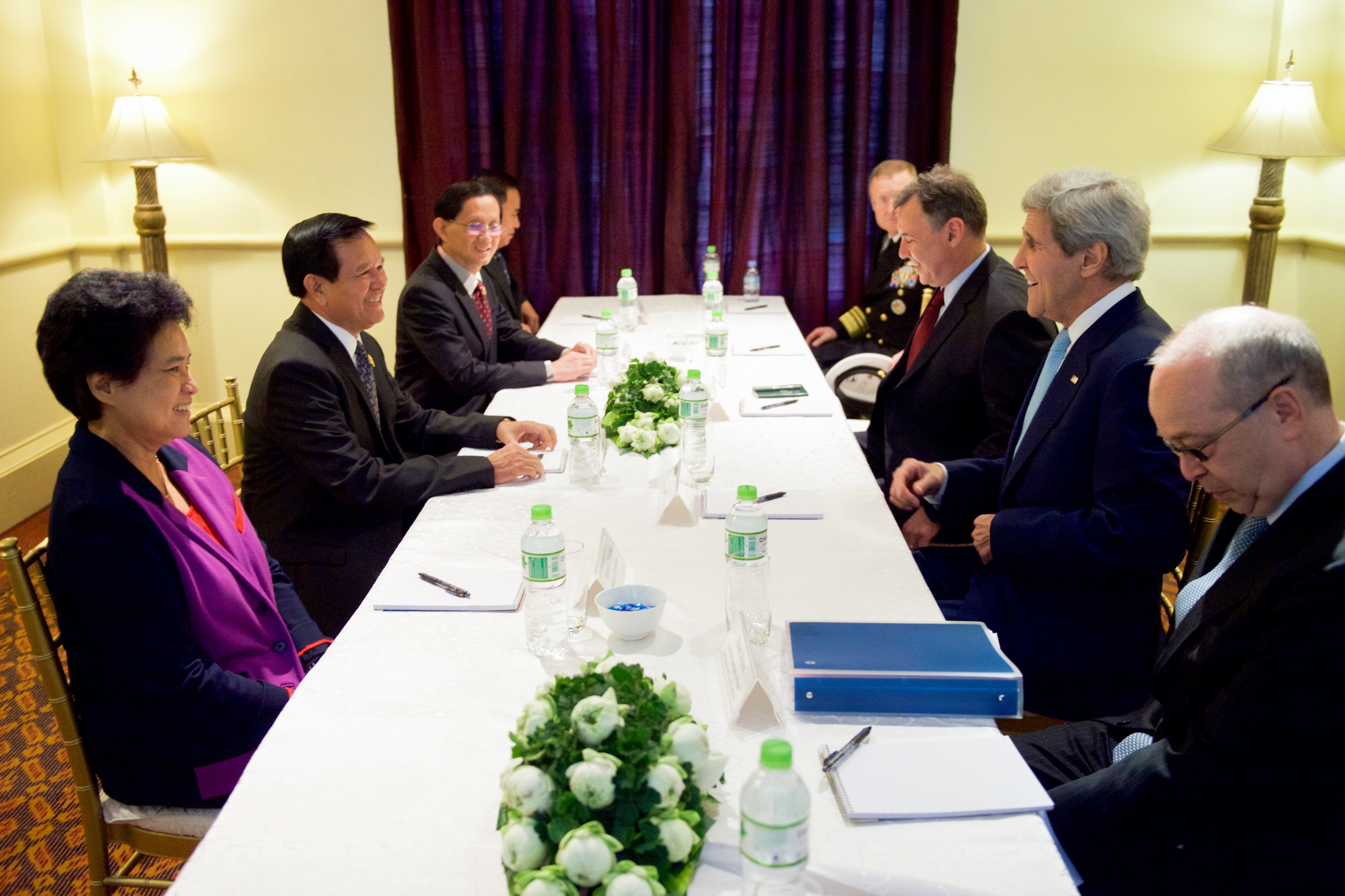
Sokha (2. v. l.) und seine Kollegen an einem Treffen mit US-Außenminister John Kerry und Botschafter William A. Heidt in Phnom Penh am 26. Januar 2016

Am 26. August 2014 wählte die Nationalversammlung Sokha mit 116 Stimmen zum Ersten Vizepräsidenten; er war damit das erste Mitglied der Opposition, das diesen Posten bekleidete. Am 30. Oktober 2015 wurde er mit 68 zu 0 Stimmen nach Auseinandersetzungen mit der Regierungspartei aus der Vizepräsidentschaft abgesetzt. Am 9. September 2016 wurde Sokha, nach Monaten unter Hausarrest, zu fünf Jahren Gefängnis verurteilt, weil er sich geweigert hatte, in einem Fall der Prostitution gegen ihn auszusagen. Später wurde er von König Norodom Sihamoni begnadigt. Nach seiner Entlassung wurde er offiziell zum Minderheitsführer bestimmt. Die Positionen des Mehrheits- und des Minderheitsführers wurden am 31. Januar 2017 allerdings auf Antrag des Premierministers Hun Sen von der Nationalversammlung aufgehoben.
Am 2. März 2017 wurde Sokha, zusammen mit drei weiteren Abgeordneten, zum Präsidenten der Nationalen Rettungspartei Kambodschas gewählt. Unter seiner Führung erzielte die Partei große Gewinne bei den Kommunalwahlen 2017 und gewann 482 von 1646 Kommunen.

## Vorwurf des Hochverrats
Im September 2017 klagte ihn das Stadtgericht Phnom Penh wegen Hochverrats und Spionage an, er habe außerdem die Proteste 2014 in der Veng-Seng-Straße in Phnom Penh orchestriert. Er wurde am 3. September 2017 an seinem Wohnsitz verhaftet. Hun Sen und andere Mitglieder der Regierung bezichtigten Sokha, mit den USA konspiriert zu haben. Sokhas Anwälte beklagten Verletzungen der Rechte ihres Mandanten aufgrund von Artikel 149 der Strafprozessordnung. Sokha drohen 30 Jahre Haft. Parlamentarier aus 24 Ländern forderten die sofortige Freilassung des Oppositionsführers. Am 9. September 2018 wurde er gegen Kaution freigelassen. Am 3. März 2023 wurde Sokha zu einer Haftstrafe von 27 Jahre durch ein Gericht in Phnom Penh verurteilt.